# Német Lipót
Mohácsi Német Lipót, névváltozat: Németh, 1885-ig Deutsch (Mohács, 1846. – Mohács, 1932. február 3.) ügyvéd és országgyűlési képviselő.

## Élete
Középiskolai tanulmányait Pécsett és Nagyszombatban végezte; jogot hallgatott Pesten, azután Bécsben. 1872-ben ügyvéd lett és Mohácson telepedett le. 1881-ben a mohácsi kerületben mérsékelt ellenzéki programmal képviselőnek választották és 1887-ig képviselte a kerületet. Tagja volt Baranya vármegye törvényhatóságának és a megyei közigazgatási bizottságnak. A közigazgatási reformjavaslat tárgyalása alkalmával pártjának e kérdésben foglalt álláspontja miatt Szily Lászlóval kilépett az ellenzéki klubból. A mohácsi takarékpénztár igazgató választmányának 1874–75-ben és 1891-től 1895-ig tagja volt, majd a takarékpénztár alelnöke. Deutsch családi nevét 1885-ben változtatta Németre. 1904-ben „mohácsi” előnévvel nemességet kapott a királytól. Elhunyt 1932. február 3-án délután 2 órakor, életének 86., házasságának 46. évében. Örök nyugalomra helyezték 1932. február 5-én délután a mohácsi római katolikus temetőben.
Országgyűlési beszédei a Naplóban vannak.
Második felesége Rüll Terézia volt, akivel 1886. április 29-én Mohácson kötött házasságot. Gyermekeik: Kálmán, István és Margit.

## Munkája
- A mohácsi takarékpénztár részvénytársaság alakulásának és 25 évi működésének története. Számadatokkal felszerelte Tauszki Antal. Mohács, 1898